# Zawadka (obwód iwanofrankiwski)
Zawadka (ukr. Завадка) – wieś na Ukrainie w rejonie kałuskim obwodu iwanofrankowskiego. W II Rzeczypospolitej miejscowość w województwie stanisławowskim.

## Dwór
- parterowy dwór wybudowany na początku XIX w. w stylu klasycystycznym istniał do 1939 r.[1]